# 230 État 801 à 883
Les 230 État 801 à 883 sont des locomotives de vitesse à tender séparé de l'Administration des chemins de fer de l'État, réservées aux trains de voyageurs. Ces locomotives de disposition ten wheel sont directement inspirées des 230 PO 4001 à 4084 qui étaient au moment de leur construction les ten wheel les plus puissantes de France.

## Histoire

### Genèse
Au début du XXe siècle, les chemins de fer français étaient confrontés à l’augmentation du poids des trains, due en partie à la mise en service de voitures plus confortables mais plus lourdes. Par ailleurs, la vitesse des trains express et rapides devait également augmenter. Ces deux contraintes dépassèrent rapidement les capacités des locomotives existantes ce qui poussa les Chemins de fer de l’État à mettre en service de nouvelles locomotives, plus puissantes.
Quelques années auparavant, en 1903, la Compagnie du Chemin de fer de Paris à Orléans avait mis au point une locomotive très puissante destinée aux trains express lourds à arrêts fréquents qui était une version à trois roues motrices des 221 PO 3001 à 3014, elle-même étant une version améliorée des fameuses Atlantic Nord.

### Mise au point
Les Chemins de fer de l’État très intéressés, firent construire des locomotives très proches des 230 4001 à 4084 du PO. En dehors de quelques modifications de détail (notamment un abri différent correspondant au style de l’État), elles se caractérisaient par une répartition différente des masses destinée à baisser leur poids par essieu. Alors que le Paris-Orléans avait décidé de doter les machines construites à partir de 1907 de tiroirs de distribution cylindriques au lieu des tiroirs plans des premières machines, toutes celles construites pour l’État avaient des tiroirs plans.

### Construction
Ces 83 locomotives sont divisées en deux séries. La première est constituée par les machines 3801 à 3840 originaires des chemins de fer de l’État (avant sa fusion avec les Chemins de fer de l'Ouest) et construites entre 1908 et 1910
- les 3801 à 3810, livrées par Fives-Lille en 1908
- les 3811 à 3830, livrées par la Société française de constructions mécaniques (Cail) en 1909
- les 3831 à 3840, livrées par la Société Franco-Belge en 1910

Après avoir fusionné avec la Compagnie des chemins de fer de l'Ouest, les Chemins de fer de l’État récupérèrent un grand nombre de locomotives de disposition 230 et décidèrent de compléter la série des 230 3800, entretemps devenues les 230-801 à 840, par de nouvelles machines. Ces dernières étaient identiques avec pour seule différence des retouches (notamment la cabine plus basse) qui leur permettaient de s’insérer dans le gabarit plus étroit des Chemins de fer de l’Ouest.
Les nouvelles machines furent livrées en 1912 dans l'ordre suivant:
- 230-841 à 861, livrées par SFCM Cail
- 230-862 à 883  livrées par Schneider et Cie[2]

### Carrière
En 1938, la série est immatriculée à la SNCF 230 G 801 à 883. Toutes sont en service en 1938. La série est réformée entre 1949 et 1954.

## Description
Ces machines sont munis d'une chaudière à foyer Belpaire. Le moteur vapeur est compound et comprend 4 cylindres munis de tiroirs plans.

## Caractéristiques
- Longueur : 11,6 m
- Poids à vide: 69,1 t
- Poids en charge:74 t
- Timbre: 12 kg
- Surface de grille : 3,10 m2
- Surface de chauffe: 237,80 m2
- Diamètre des roues (motrices): 1850 mm
- Diamètre des roues (porteuses): 960 mm
- Dimensions des cylindres HP, alésage x course: 360 x 640 mm
- Dimensions des cylindres BP, alésage x course: 600 x 640 mm
- Vitesse maximum: 120 km/h

## Modélisme
L'artisan Flèche d'Or, disparu en 1990, proposait des kits en résine et laiton de 230 série 4000 ainsi que des 230 État 801 à 883.